# Naturreservat Reniala

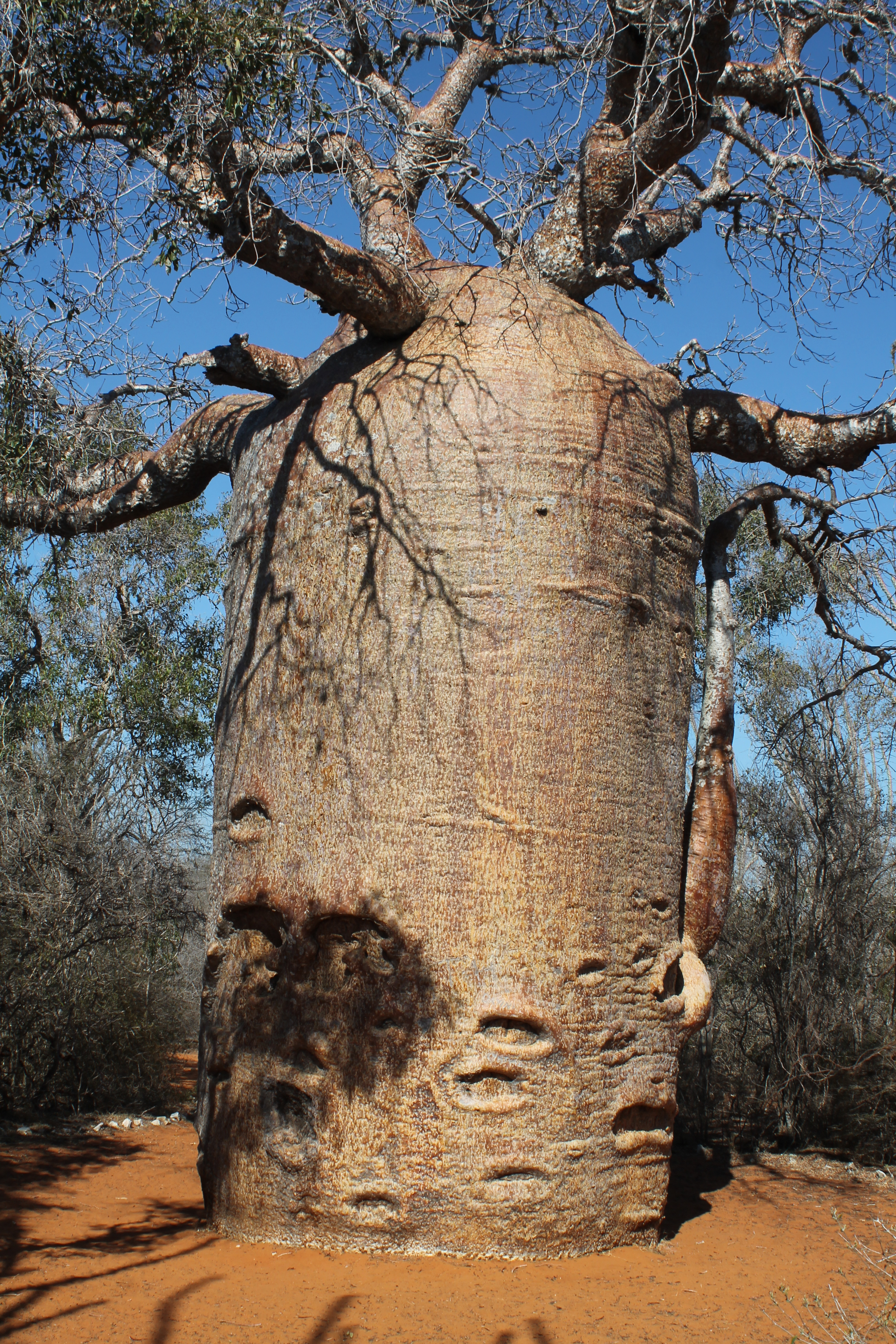
Affenbrotbaum im Reservat

Das Naturreservat Reniala ist ein 2001 eröffnetes, nördlich von Ifaty gelegenes Naturreservat in der Region Atsimo-Andrefana auf Madagaskar. Toliara, die Hauptstadt der gleichnamigen Provinz Toliara, befindet sich in einer Entfernung von 25 Kilometern im Süden, der Nationalpark Tsimanampetsotsa ist rund 100 Kilometer in südlicher Richtung entfernt.

## Geschichte
1997 hatte ein französisch-madagassisches Gremium die Idee, ein Stück Land im Süden Madagaskars zu einem privaten, geschützten Bereich zu gestalten und gründete ohne Regierungsbeteiligung das Naturreservat Reniala. Das Reservat wurde 2001 als Botanischer Garten, ornithologischer Park und Affenbrotbaumforst eröffnet. Inzwischen gehört der Affenbrotbaumforst zu den letzten Primärwäldern dieser Art im Süden Madagaskars. Seit einigen Jahren bemüht sich die Verwaltung mit finanzieller Unterstützung europäischer Naturschutzorganisationen, mehrere Gruppen von Kattas im Reservat anzusiedeln.

## Parkbereiche
Das Naturreservat Reniala hat eine Fläche von rund 0,57 Quadratkilometern. Das Gelände besteht in erster Linie aus Primärwald mit vielen alten Afrikanischen Affenbrotbäumen sowie aus sandigen Flächen. Außer dem Anlegen von Spazierwegen werden keine Eingriffe in die Natur vorgenommen. Im Reservat wachsen etwa 1000 endemische Pflanzenarten. Geführte Touren mit dem Thema „Reptilien-Botanik-Vögel“ werden im Reservat angeboten. Zwei Botanik-Rundwanderwege mit unterschiedlicher Länge dauern  ca. 1,0 bzw. 1,5 Stunden. Da Reniala ein privat geführtes Reservat ist, können nächtliche Exkursionen organisiert werden, um die kleinsten Säugetiere des Parks zu beobachten, die nachtaktiven Grauen Mausmakis und die Graubraunen Mausmakis.

## Flora und Fauna
Viele der auf Madagaskar endemischen Tier- und Pflanzenarten sind im Reservat zu sehen.

### Flora
Das Gebiet hat einen außerordentlichen floristischen Reichtum mit mehr als 1000 Pflanzenarten, darunter viele Didiereaceae, beispielsweise Didierea madagascariensis, außerdem Pachypodium, Euphorbien und viele mehr. Am auffälligsten sind die Afrikanischen Affenbrotbäume, deren mächtigste Exemplare auf ein Alter von 1500 Jahren geschätzt werden, bei denen ein maximaler Stammumfang von rund 10 Metern gemessen wurde und die mit ihrer flaschenförmigen Stammform ein außergewöhnliches Aussehen zeigen.

### Fauna
Als ornithologischer Park bietet das Reservat viele Möglichkeiten, rund 60 endemische Vogelarten  zu entdecken und in ihrem natürlichen Lebensraum zu beobachten. Von den Säugetieren sind vornehmlich Lemuren- und Tenrekarten zu nennen. Darüber hinaus beherbergt das Reservat viele der bevorzugt im Süden von Madagaskar auftretenden Reptilienarten, dazu zählen die Strahlenschildkröte sowie die kleinere Madagassische Spinnenschildkröte (Pyxis arachnoides), die ihren Lebensraum mit Madagaskar-Sandleguanen teilen. Außerdem sind mehrere Gecko-, und Chamäleonarten sowie die Südliche Madagaskarboa und die Gefleckte Madagaskar-Hakennatter (Leioheterodon geayi) anzutreffen.

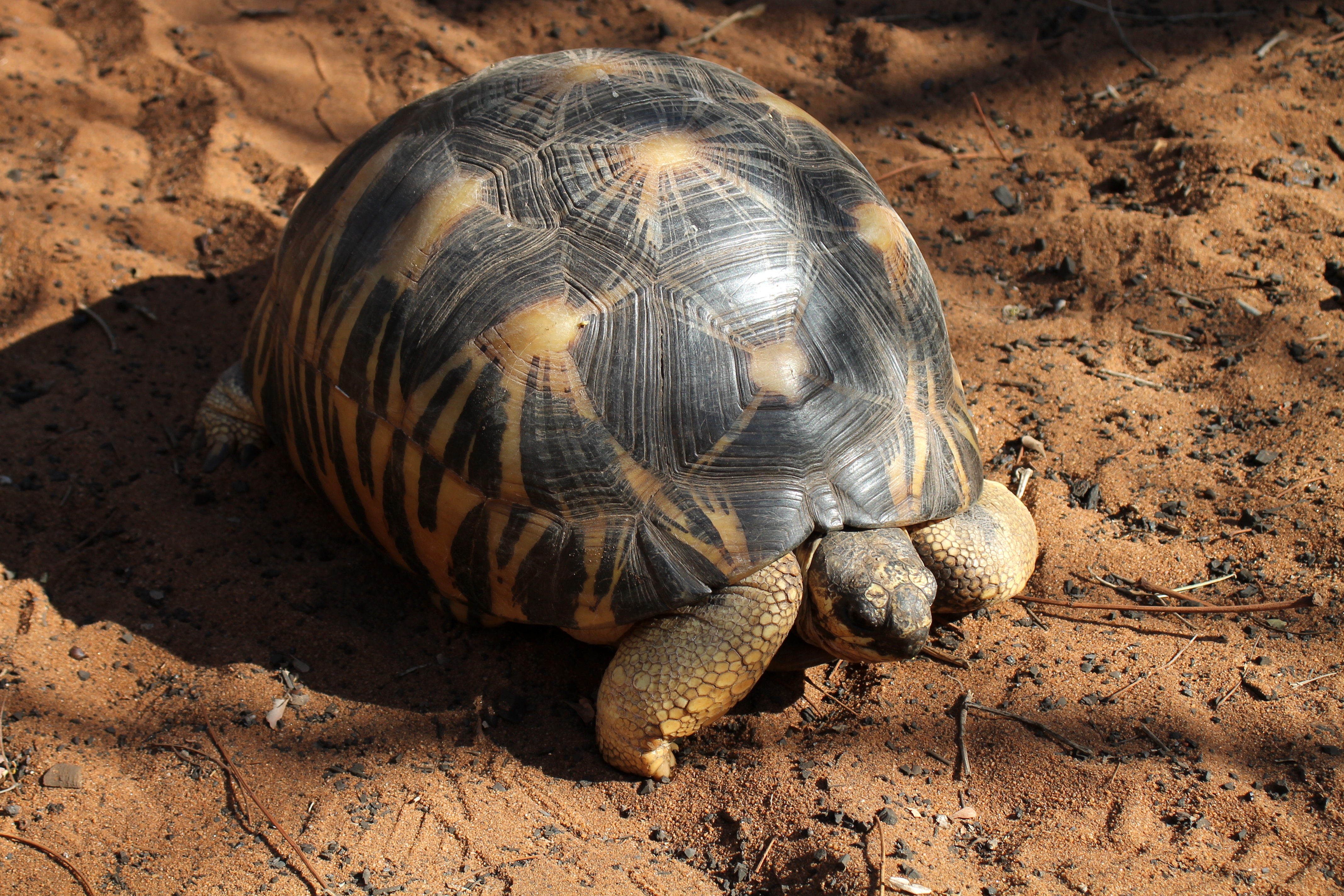
Strahlenschildkröte
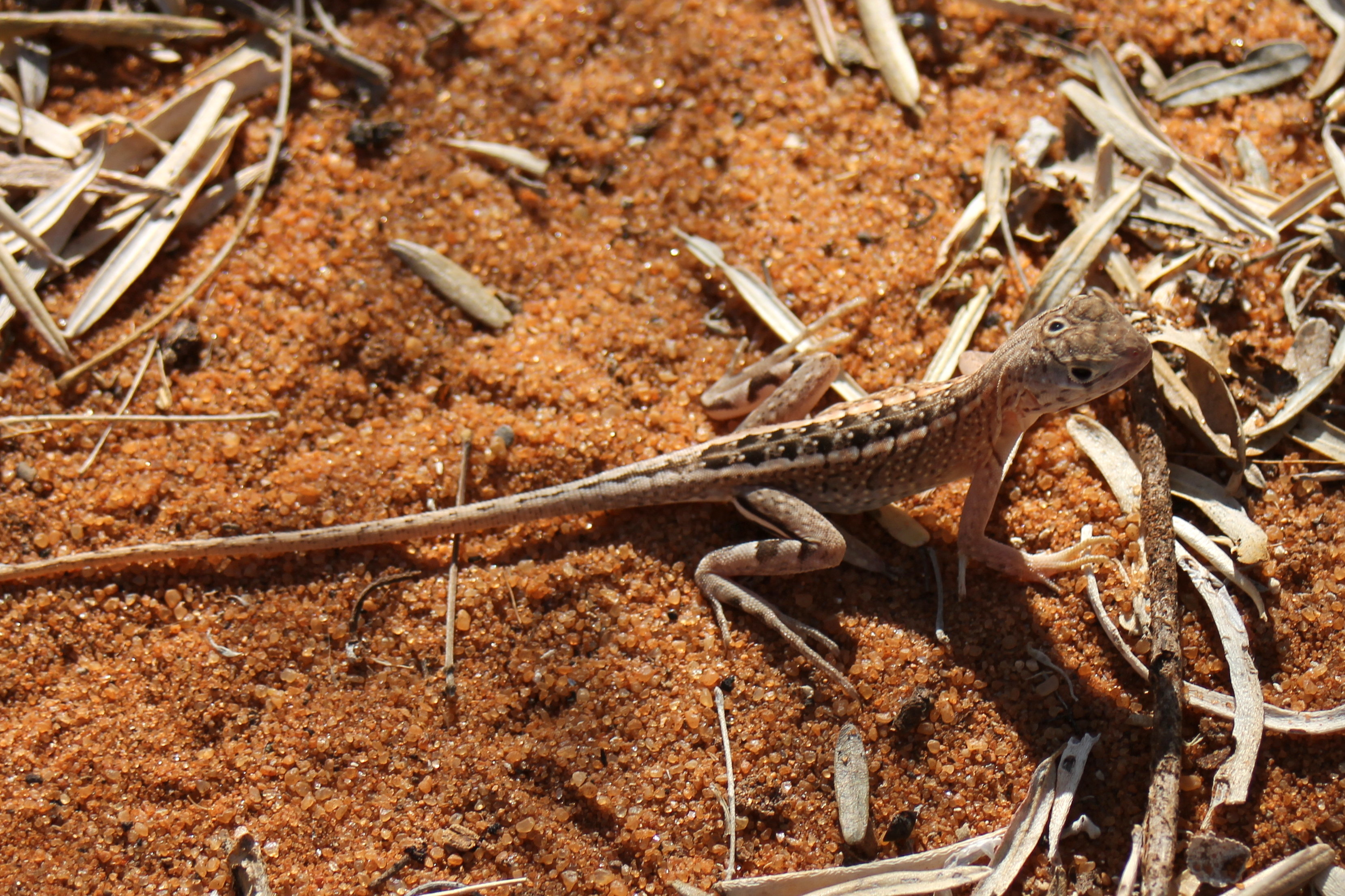
Madagaskar-Sandleguan
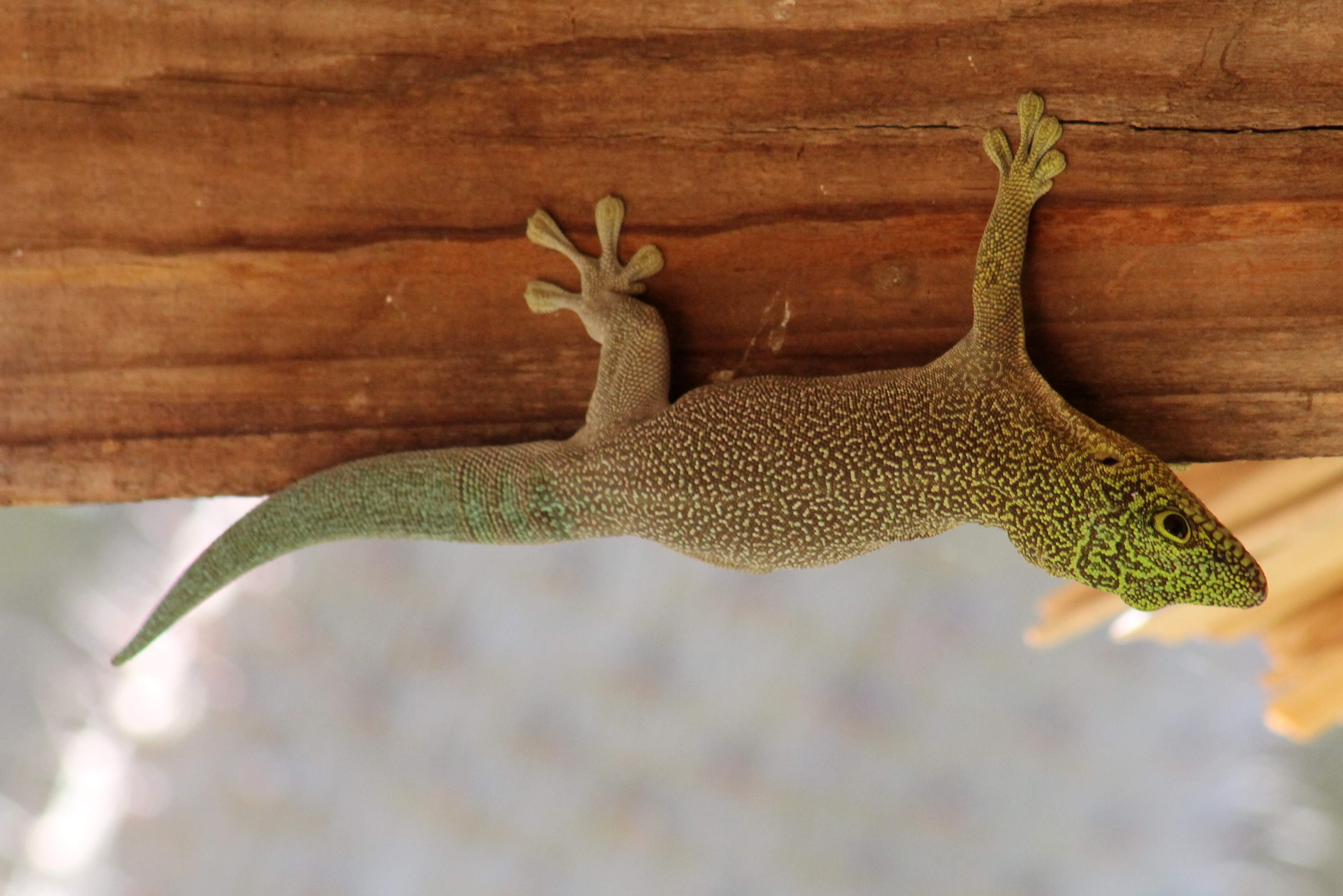
Querstreifen-Taggecko
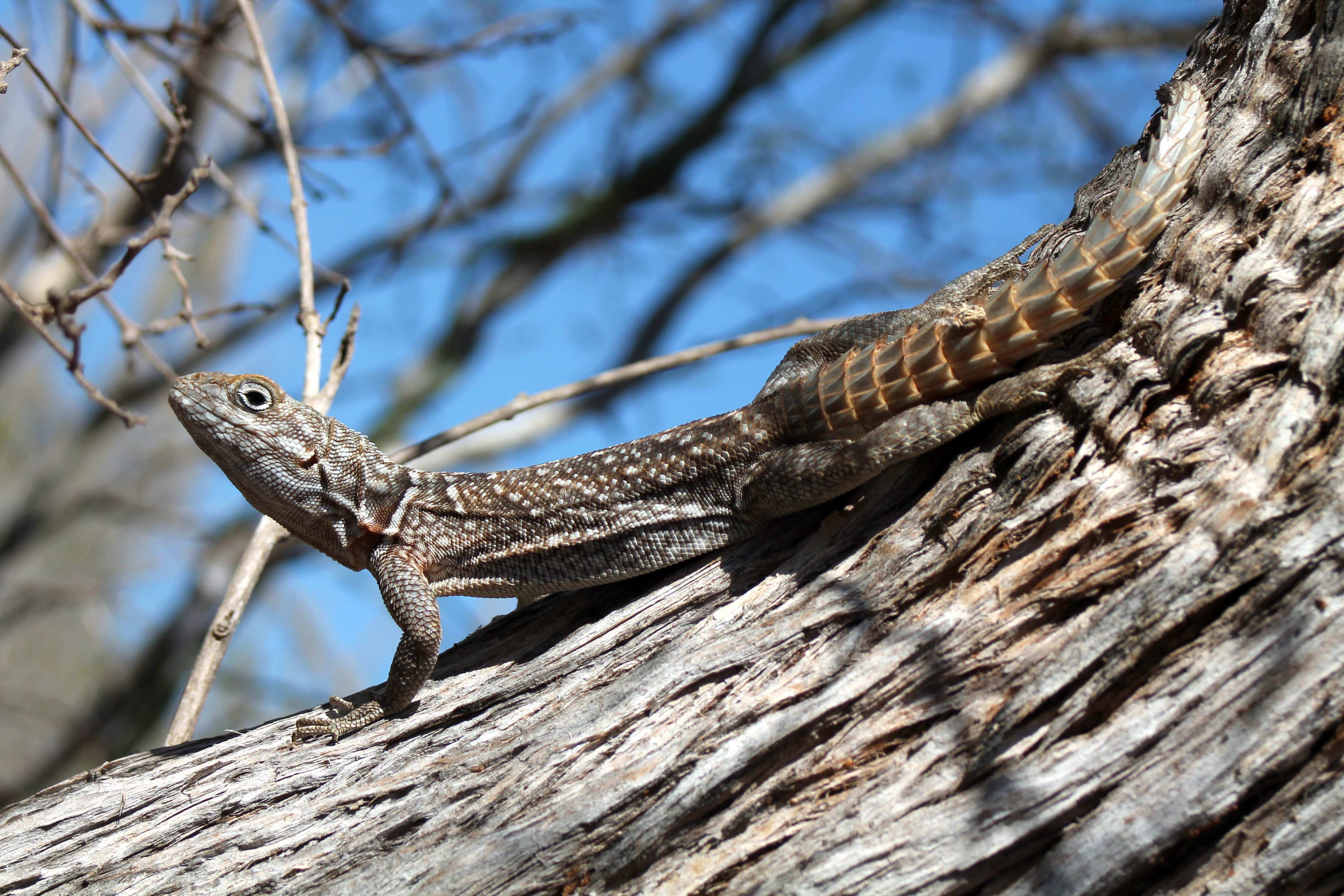
Oplurus (Stachelschwanzleguan)

## Lemur Rescue Center
Im Naturreservat Reniala ist ein Rettungszentrum (Lemur Rescue Center) für Lemuren eingerichtet, dessen Zentrale sich in Frankreich befindet. Die Aktivitäten konzentrieren sich im Besonderen auf die Erhaltung von Kattas, die unter einer signifikanten Entwaldung aufgrund der Förderung von Kohle sowie von landwirtschaftlicher Nutzung in der Region leiden. Das Zentrum übernahm teilweise illegal als Haustiere gehaltene Lemuren. Zunächst wurden die Tiere antiparasitären Kuren unterzogen. Danach folgten Ex-situ-Programme, wodurch es gelang, drei soziale Lemurengruppen nachzubilden, in denen bald einige Geburten erfolgten. Das endgültige Ziel ist es, diese Gruppen an geeigneten Orten auszuwildern. Das Zentrum ist auch bemüht, durch Informationsveranstaltungen das Bewusstsein der Bevölkerung für den Schutz und die Erhaltung der Lemuren zu stärken.

## Galerie
Die nachfolgenden Bilder dokumentieren einige Tiere aus dem Naturreservat Reniala:

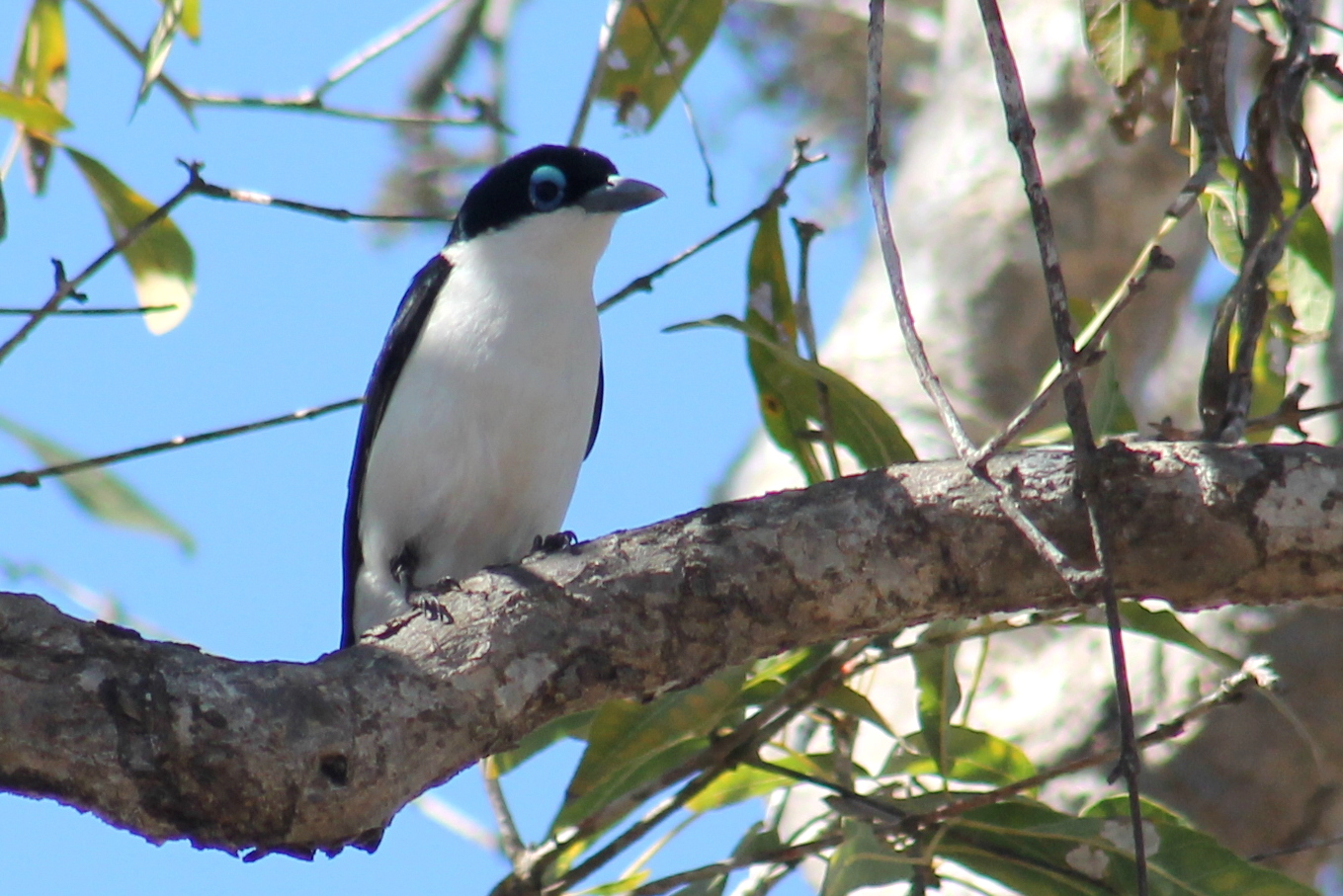
Elstervanga
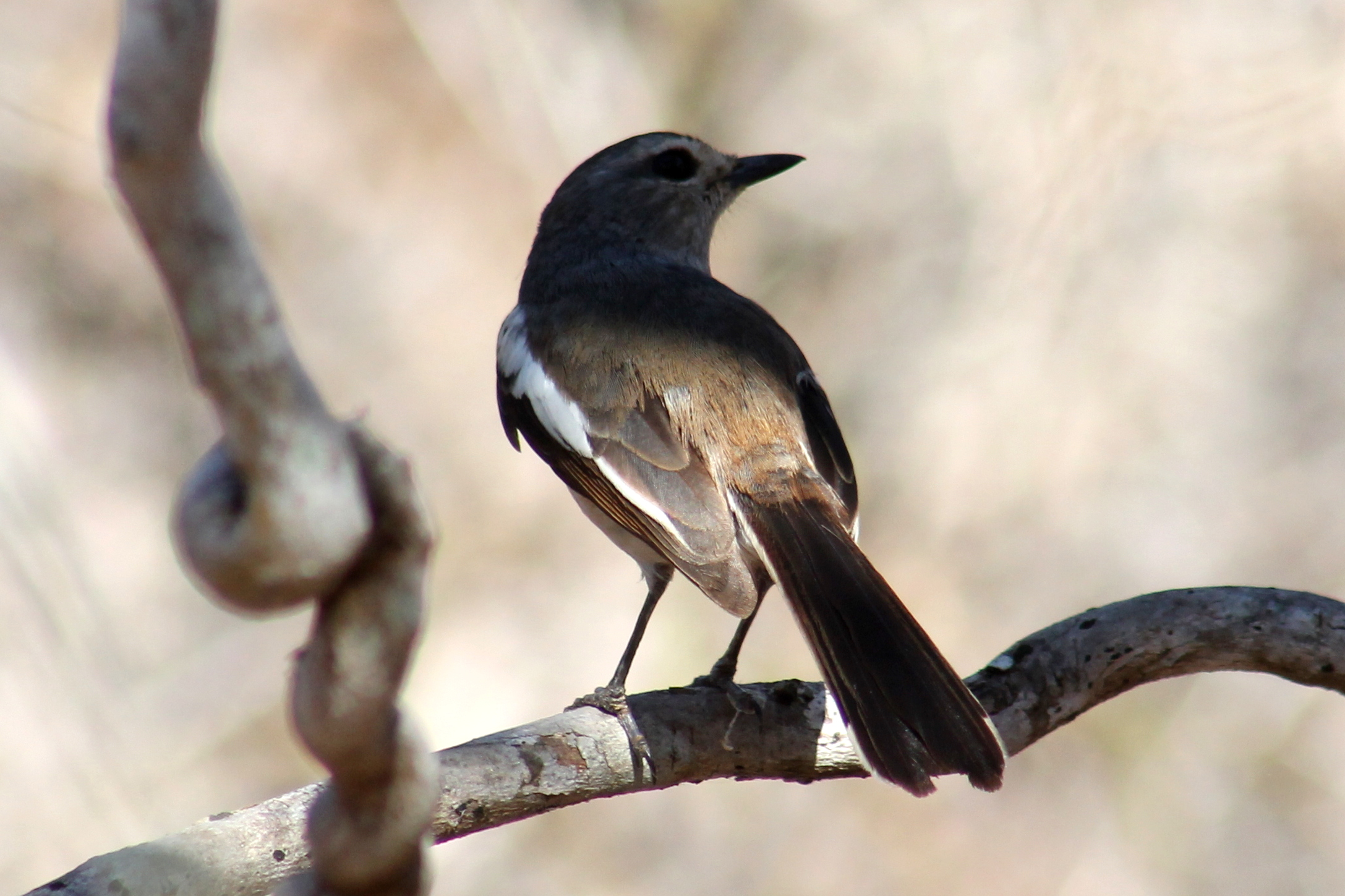
Madagaskardajal
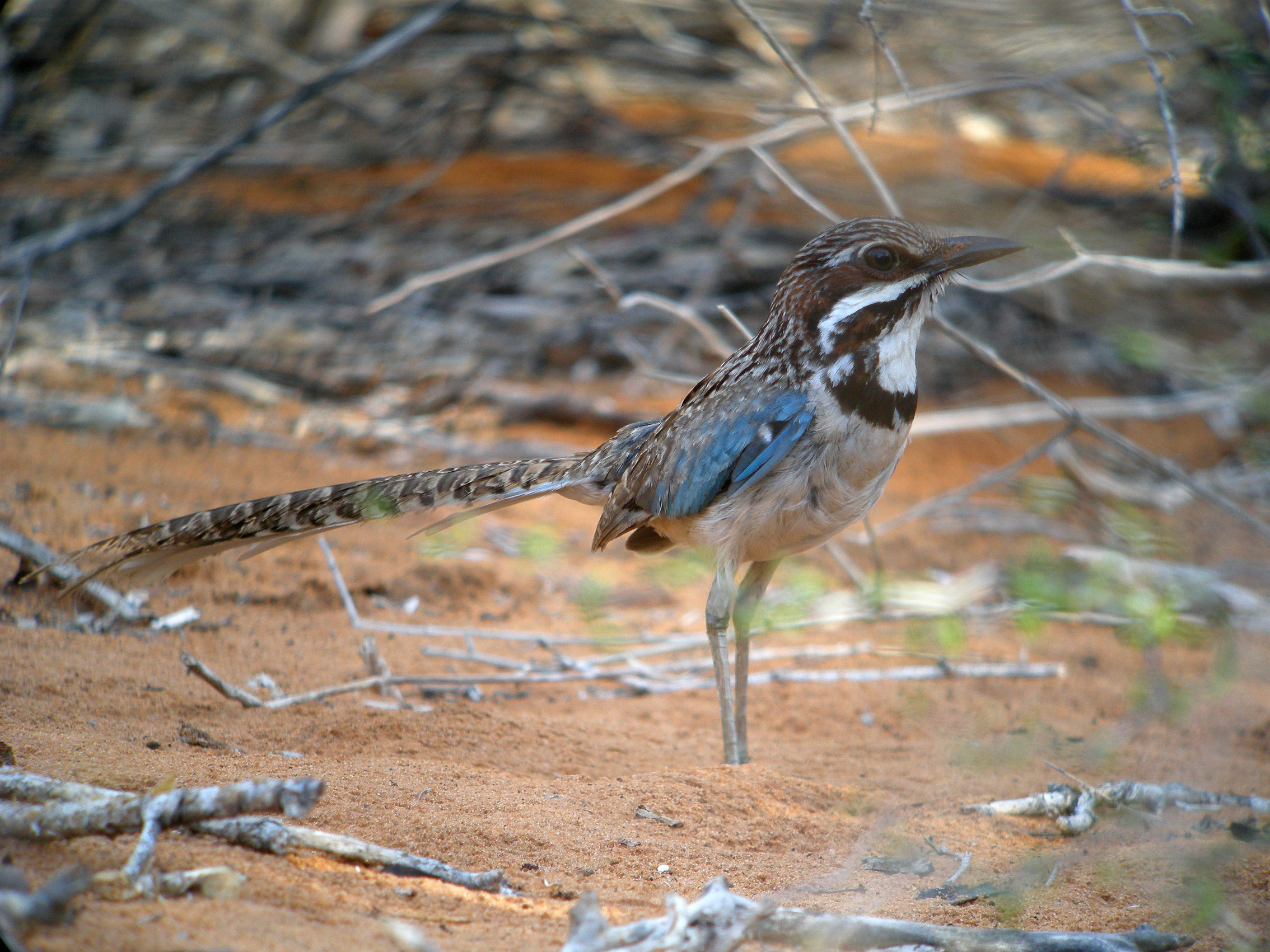
Langschwanz-Erdracke
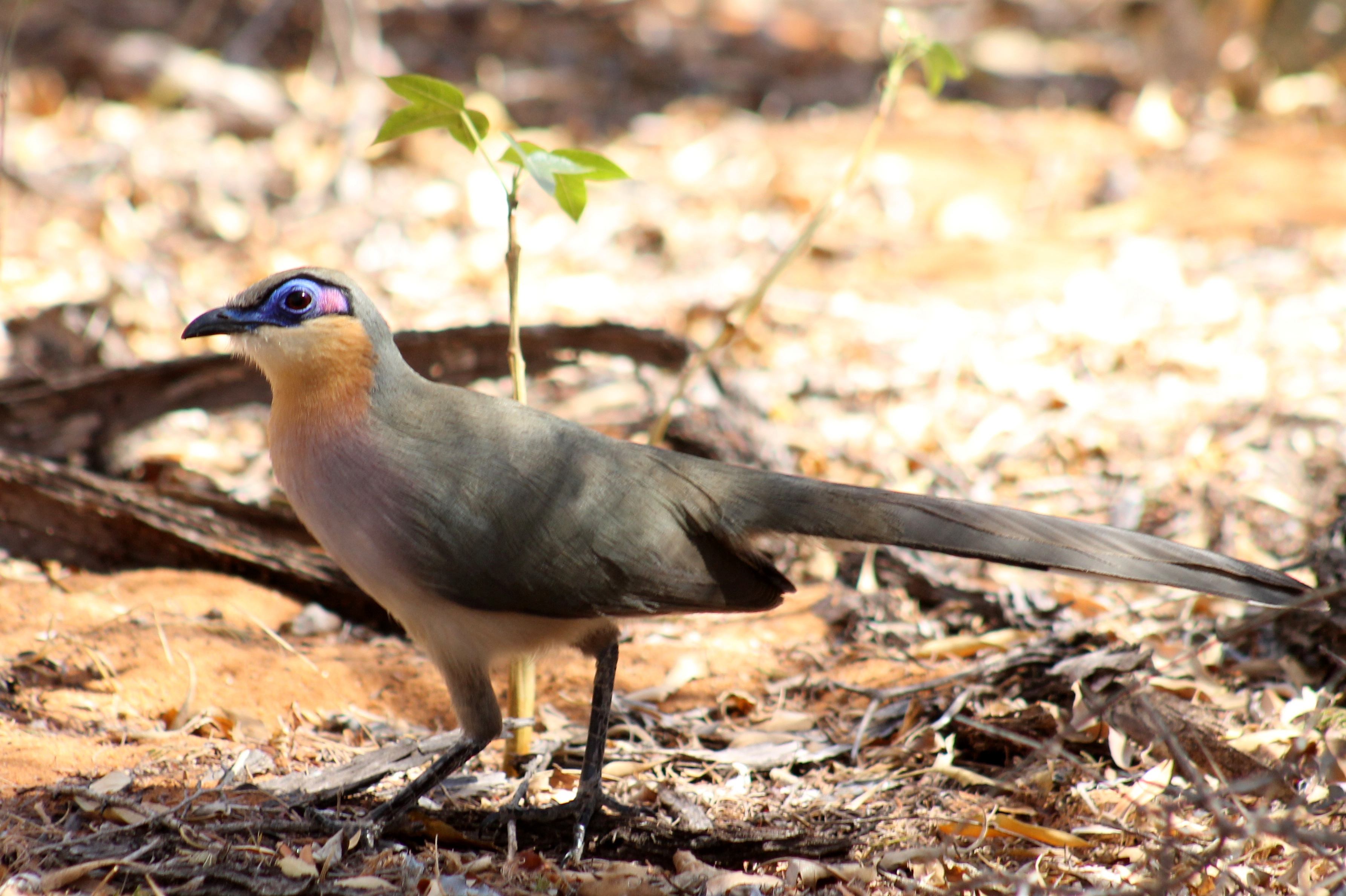
Gelbkehl-Seidenkuckuck
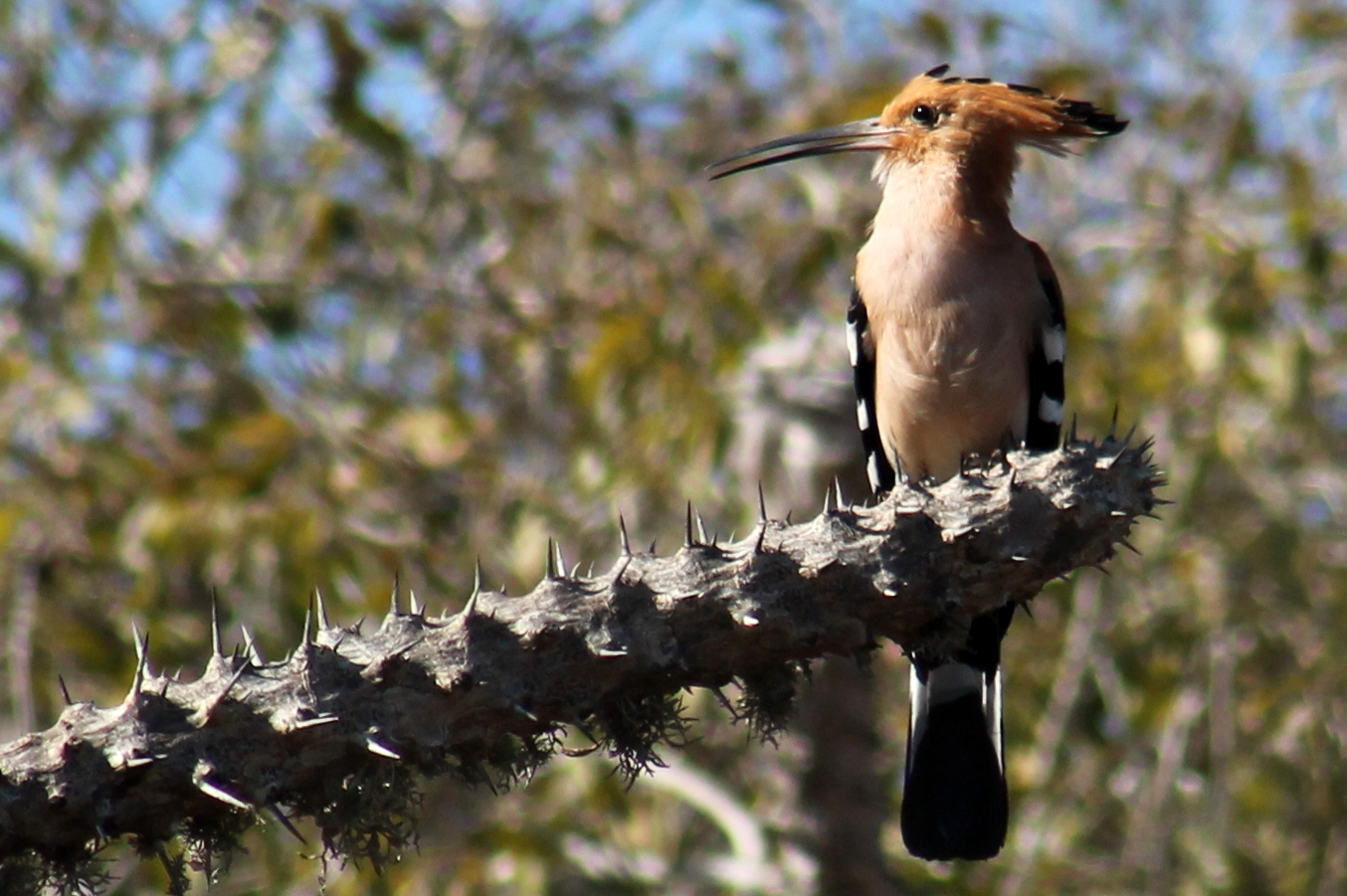
Madagaskar-Wiedehopf
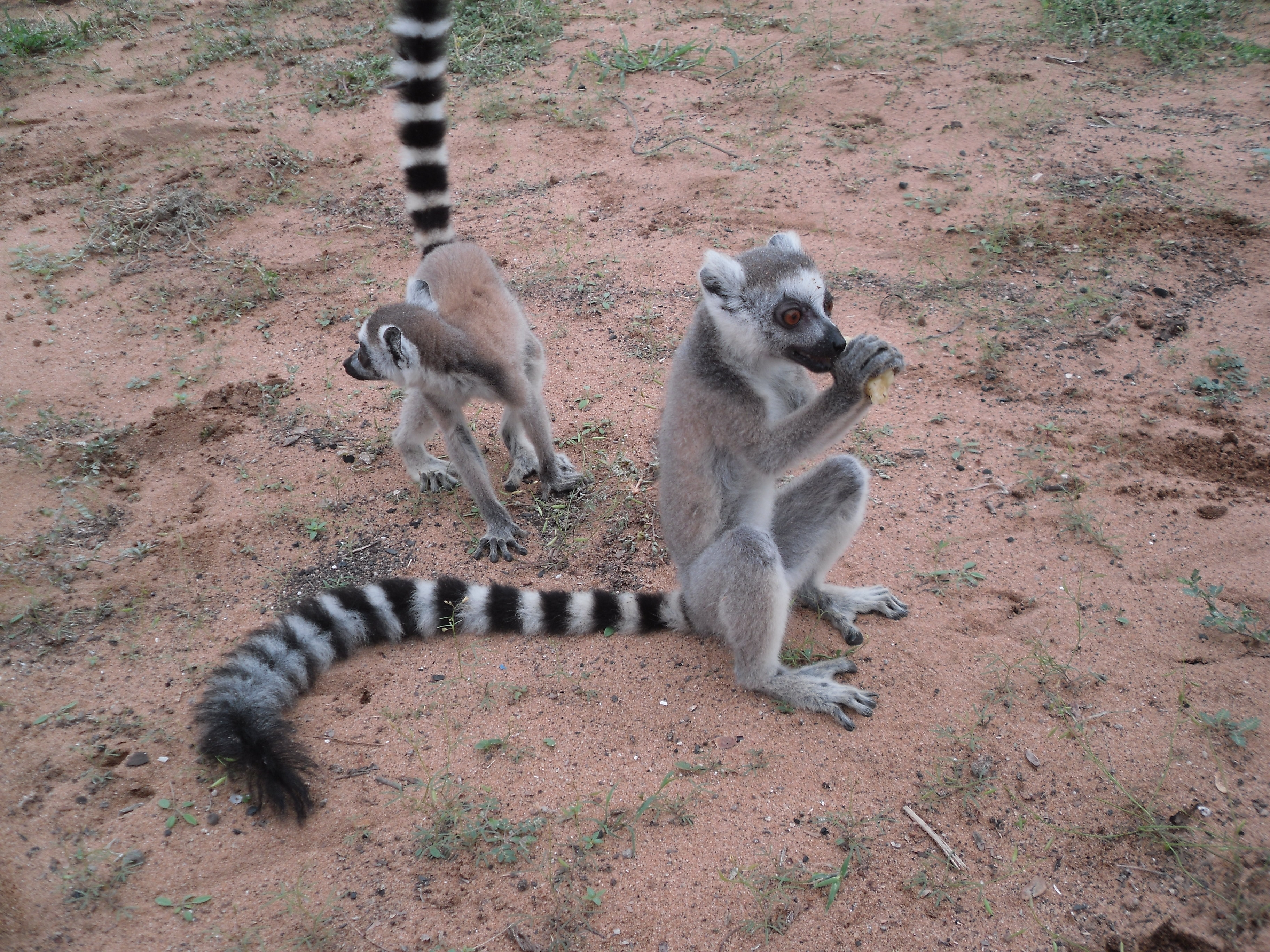
Kattas
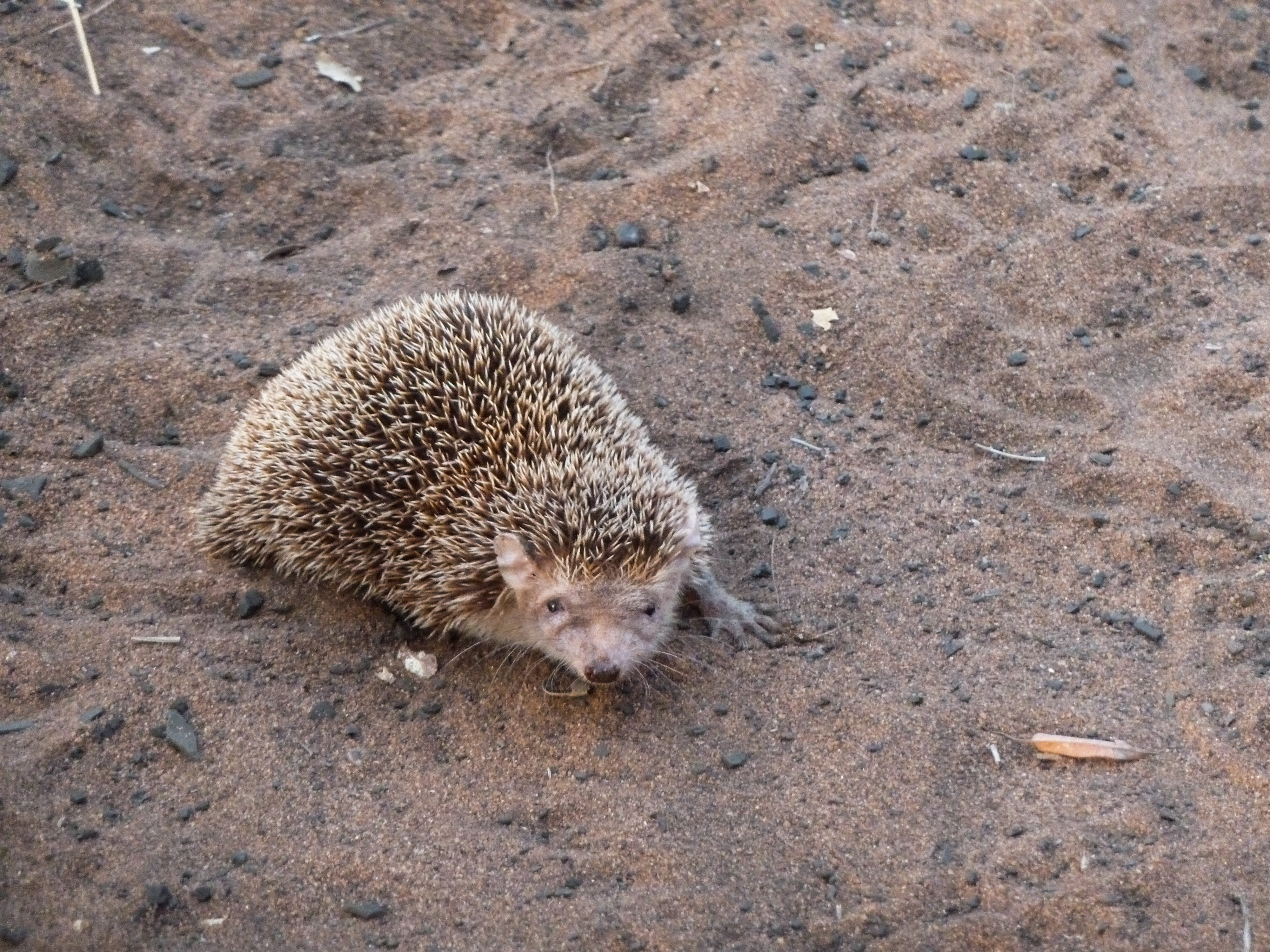
Kleiner Igeltenrek
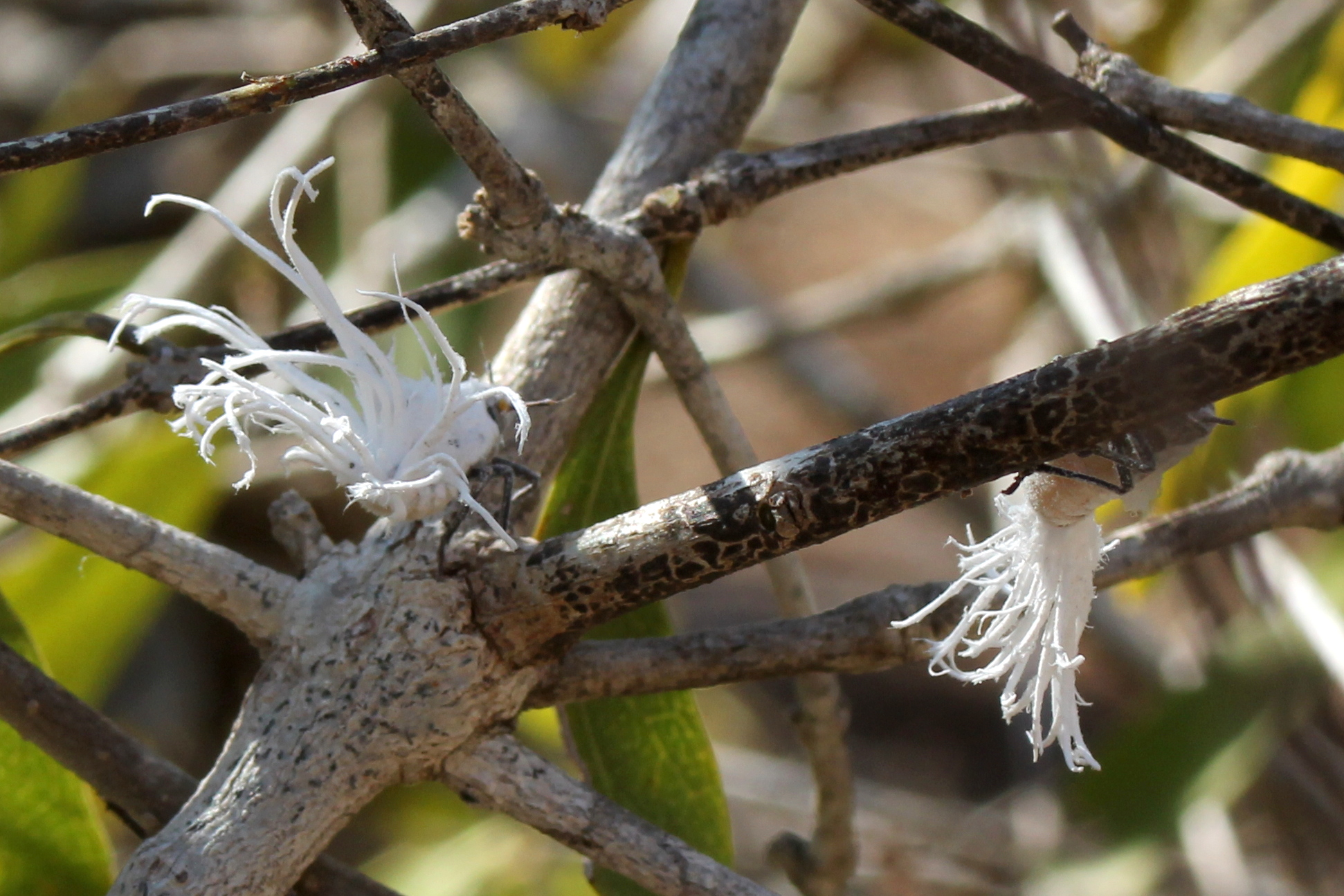
Phromnia rosea  (Spitzkopfzikaden-Nymphen)
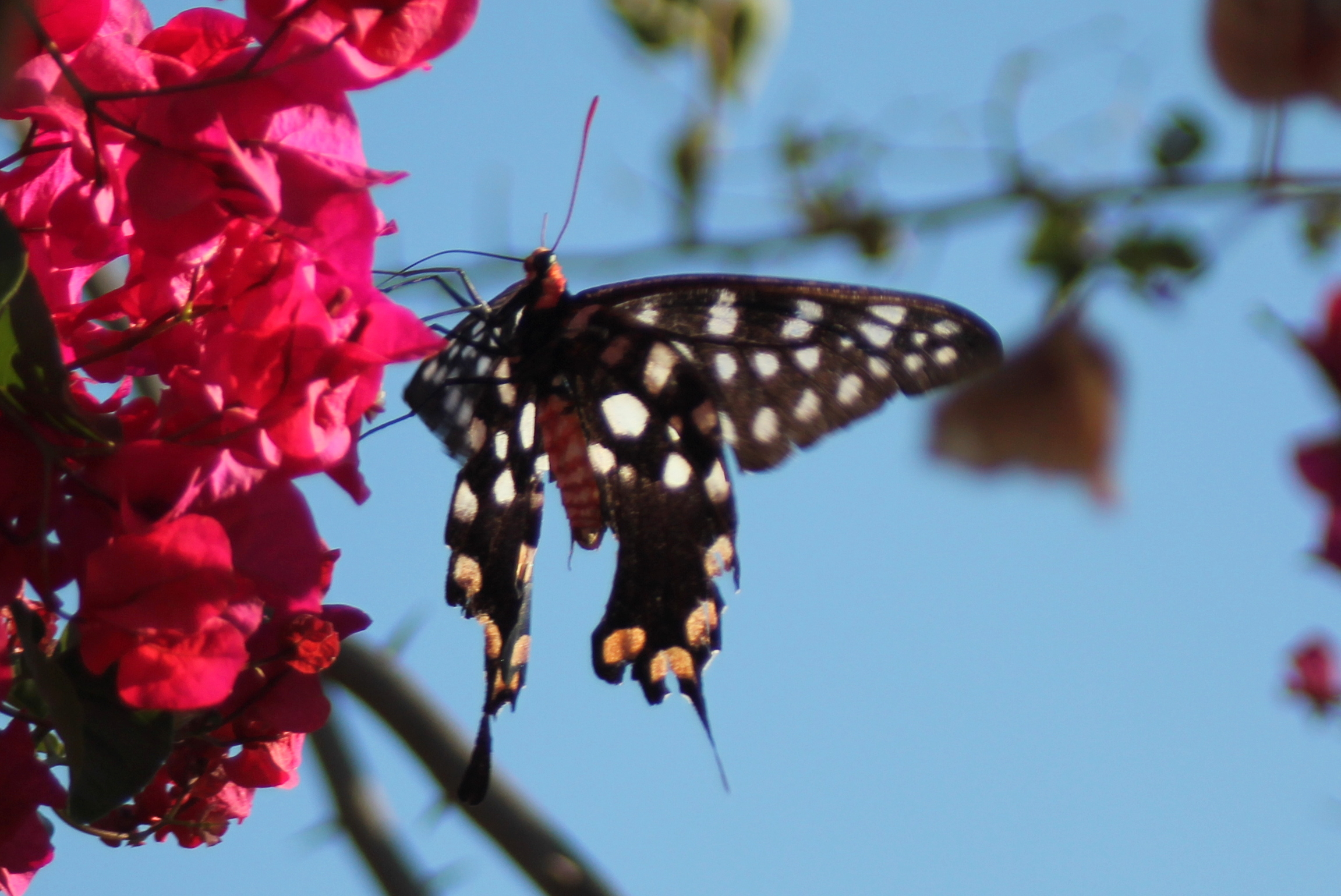
Pharmacophagus antenor